# Liste der kubanischen Botschafter in den Vereinigten Staaten

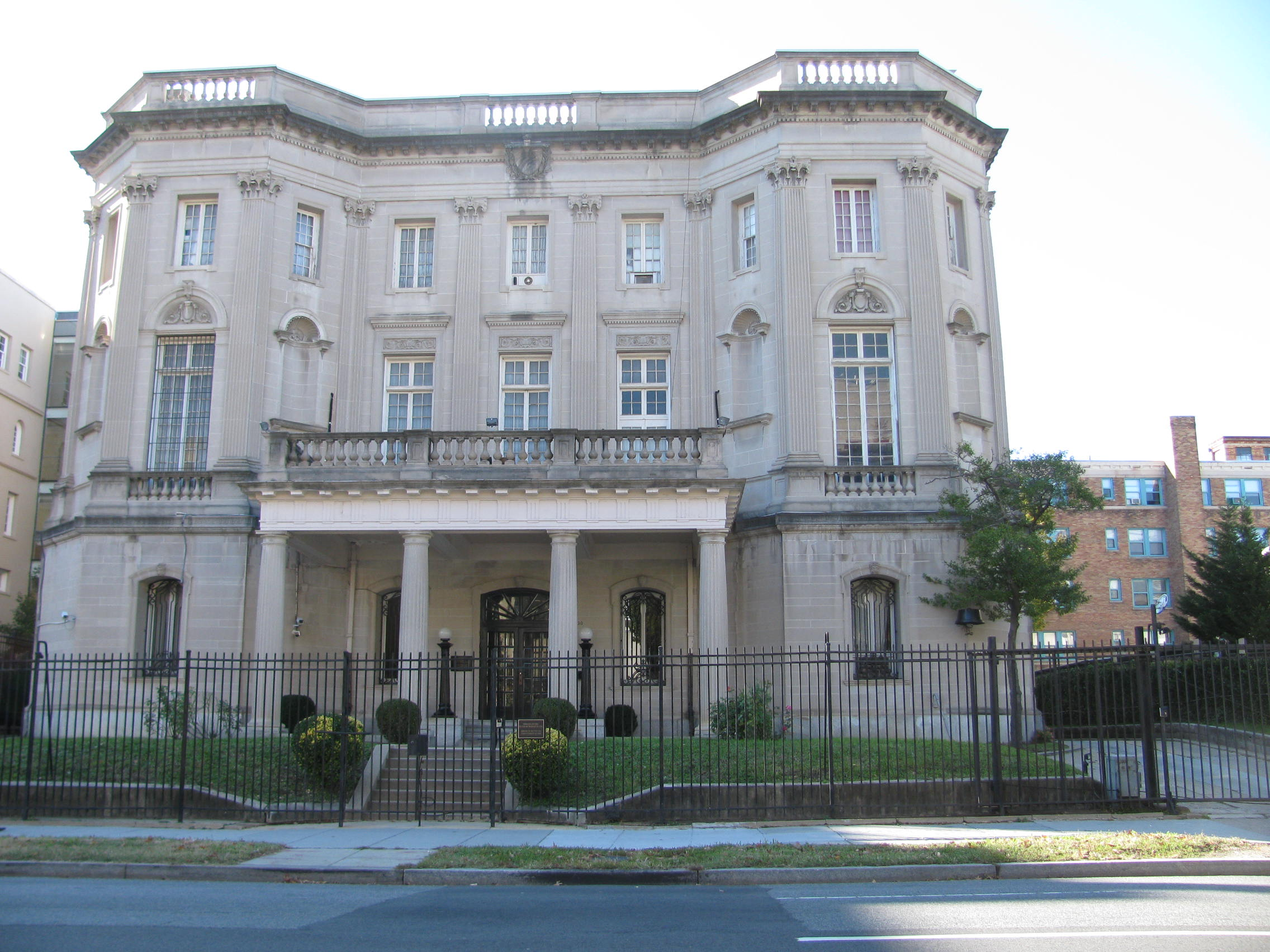
Die kubanische Interessenvertretung an der Schweizerischen Botschaft in Washington, D.C. Die Interessenvertretung ist in einem Gebäude in der 16th Street N.W. in Washington, D.C. untergebracht.

Dies ist eine Liste der kubanischen Botschafter in den Vereinigten Staaten. Von 1961 bis 2015 hatte die kubanische Regierung keinen Botschafter bei der Regierung der Vereinigten Staaten. Die Interessen wurden von der Schutzmacht Schweiz vertreten.

## Botschafter
| Ernannt       | Akkreditiert  | Name                                  | Bemerkung | ernannt während der Regierung von | akkreditiert während der Regierung von | Posten verlassen |
| ------------- | ------------- | ------------------------------------- | --- | --------------------------------- | -------------------------------------- | ---------------- |
| 16. Juni 1902 |               | Gonzalo de Quesada y Aróstegui        | | Tomás Estrada Palma               | Theodore Roosevelt                     |                  |
| 9. Apr. 1909  |               | Carlos García Vélez                   | General | José Miguel Gómez                 | William Howard Taft                    |                  |
| 8. Apr. 1910  |               | Francisco Carrera Justiz              | (* 13. August 1857 in Guanabacoa, Province of Havana) He gained his early education in the church schools of his native town und studierte an der Universität Havanna | José Miguel Gómez                 | William Howard Taft                    |                  |
| 11. Apr. 1911 |               | Antonio Martín-Rivero y Aguiar        | Rechtsanwalt, Herausgeber der Tageszeitung «La Discusión», Zensor der Junta de Patronos de la Casa de Feneficencia, Gesandter zum Königreich Italien in die Niederlande und nach Mexiko | José Miguel Gómez                 | William Howard Taft                    |                  |
| 17. Juni 1913 |               | Pablo Desvernine y Galdós             | (* 1850; † 1935) 1914 Außenminister | Mario García Menocal              | Woodrow Wilson                         |                  |
| 22. Juli 1914 |               | Carlos Manuel de Céspedes y Quesada   | | Mario García Menocal              | Woodrow Wilson                         |                  |
| 13. Dez. 1923 |               | Cosme de la Torriente y Peraza        | | Alfredo Zayas y Alfonso           | Calvin Coolidge                        |                  |
| 3. Dez. 1925  |               | Rafael Sanchez Aballi                 | 1925 bis 1933: Kommunikationsminister in der Regierung von Gerardo Machado schloss 1893 ein Ingenieursstudium an der Columbia University ab. Eigentümer der Santa Lucia Zuckerrohrplantage in Las Cañas. | Gerardo Machado                   | Calvin Coolidge                        |                  |
| 21. Dez. 1926 |               | Orestes Ferrara                       | | Gerardo Machado                   | Calvin Coolidge                        |                  |
| 4. Nov. 1932  | 18. Nov. 1932 | Oscar B. Cintas                       | (* 1887 in Sagua la Grande – 1957 in New York City) war Zucker- und Eisenbahnmagnat. | Gerardo Machado                   | Herbert Hoover                         |                  |
| 10. Aug. 1933 |               | José T. Barón                         | Geschäftsträger | Ramón Grau San Martín             | Franklin D. Roosevelt                  |                  |
| 31. Jan. 1934 |               | Manuel Márquez Sterling               | | Carlos Mendieta y Montefur        | Franklin D. Roosevelt                  | 9. Dez. 1934†    |
| 10. Dez. 1934 |               | José T. Barón                         | Geschäftsträger | Carlos Mendieta y Montefur        | Franklin D. Roosevelt                  |                  |
| 6. Feb. 1935  |               | Guillermo Patterson y de Jauregui     | | José Agripino Barnet              | Franklin D. Roosevelt                  |                  |
| 9. März 1937  | 11. März 1937 | Pedro Martinez Fraga                  | | Federico Laredo Brú               | Franklin D. Roosevelt                  |                  |
| 10. Dez. 1940 |               | José T. Barón                         | Geschäftsträger | Fulgencio Batista                 | Franklin D. Roosevelt                  |                  |
| 30. Jan. 1941 | 5. Feb. 1941  | Aurelio Fernandez Concheso            | (* 27. Juni 1896 in Sancti Spiritus; ) Sohn von Serafina Valdes y Casanova und José Fernandez Concheso. Bachelor des Colegio La Salle in Havana | Fulgencio Batista                 | Franklin D. Roosevelt                  |                  |
| 30. Nov. 1944 | 20. Dez. 1944 | Guillermo Belt                        | (* 14. Juli 1905 in Havanna) Sohn von Maria Ramirez Kavanagh und Jorge Alfredo Belt. | Ramón Grau San Martín             | Franklin D. Roosevelt                  |                  |
| 12. Apr. 1949 | 20. Apr. 1949 | Óscar Gans                            | (* 12. Mai 1903; † 7. Dezember 1965) 1. Oktober 1951 – 10. März 1952 Premierminister, 1953 Präsidentschaftskandidat, Mitglied in Prio’s Regierungskabinett, Gründer der Cuban Stainless Co zusammen mit dem Bauunternehmer Jones aus Miami. Erwarb von Nicaro Production 10.000 lb Nickelsinter die zu Anoden verarbeitet wurden. | Carlos Prío                       | Harry S. Truman                        |                  |
| 11. Juli 1950 | 25. Juli 1950 | Luis Machado                          | | Carlos Prío                       | Harry S. Truman                        |                  |
| 10. März 1952 | 27. März 1952 | diplomatische Beziehungen suspendiert | | Fulgencio Batista                 | Harry S. Truman                        |                  |
| 27. März 1952 |               | Alberto Espinosa                      | Geschäftsträger | Fulgencio Batista                 | Harry S. Truman                        |                  |
| 28. Apr. 1952 | 14. Mai 1952  | Aurelio Fernandez Concheson           | | Fulgencio Batista                 | Harry S. Truman                        |                  |
| 8. Apr. 1955  | 21. Apr. 1955 | Miguel Ángel de la Campa y Caraveda   | (* 8. Dezember 1882; † 19. August 1965) | Fulgencio Batista                 | Dwight D. Eisenhower                   |                  |
| 9. Apr. 1958  | 16. Apr. 1958 | Nicolas Arroya                        | (* 31. August 1917 in Havanna; † 13. Juli 2008 in Washington, D.C.) | Fulgencio Batista                 | Dwight D. Eisenhower                   |                  |
| 25. Feb. 1959 | 16. März 1959 | Ernesto Dihigo                        | (* 23. Januar 1896 in Havanna; † 1991 in Miami) | Manuel Urrutia                    | Dwight D. Eisenhower                   |                  |
|               |               |                                       | am 3. Januar 1961 diplomatische Beziehungen suspendiert | Osvaldo Dorticós                  | John F. Kennedy                        |                  |
| 1977          |               | Ramon Sanchez-Parodi Montoto          | Leiter der Interessenvertretung in der Mission der Schweiz | Fidel Castro                      | Jimmy Carter                           |                  |
| 1989          |               | Jose Antonio Arbesu                   | Leiter der Interessenvertretung in der Mission der Schweiz | Fidel Castro                      | George H. W. Bush                      |                  |
| 1992          |               | Alfonso Fraga                         | Leiter der Interessenvertretung in der Mission der Schweiz | Fidel Castro                      | George H. W. Bush                      |                  |
| 1998          |               | Fernando Remírez de Estenoz Barciela  | Leiter der Interessenvertretung in der Mission der Schweiz | Fidel Castro                      | Bill Clinton                           |                  |
| 2001          |               | Dagoberto Rodriguez Barrera           | Leiter der Interessenvertretung in der Mission der Schweiz | Fidel Castro                      | George W. Bush                         |                  |
| 2007          |               | Jorge Bolaños                         | Leiter der Interessenvertretung in der Mission der Schweiz | Fidel Castro                      | George W. Bush                         |                  |
| 2012          | 18. Sep. 2015 | José Ramón Cabañas Rodríguez          | Leiter der Interessenvertretung in der Mission der Schweiz, ab 17. September 2015 nach Wiederaufnahme der diplomatischen Beziehungen am 14. August desselben Jahres offizieller Botschafter | Raúl Castro                       | Barack Obama                           |                  |